# Zarrin Shahr
Zarrīn Shahr (farsi زرین‌شهر), conosciuta fino al 1970 come Riz-e Lanjan, è il capoluogo dello shahrestān di Lenjan, circoscrizione Centrale, nella Provincia di Esfahan. Aveva, nel 2006, una popolazione di 55.984 abitanti. Si trova nella fertile pianura del fiume Zayandeh non lontano dai monti Zagros